# Криптични шок
Криптични шок такође познат као компензовани шок или прешок је слабо идентификован клинички ентитет, који  описује пацијента са знацима хипоперфузије ткива без утицаја на крвни притисак. У овом стању људско тело је још увек способно да надокнади абнормално смањену перфузију ткива применом компензационог механизма.  
У одељењима хитне помоћи дијагностиковање криптичног шоке је важно јер правовремена идентификација знакова хипоперфузије, захтева детаљну процену различитих скривених извора инфекције узимањем комплетне историје болести, детаљним физичким прегледом и ако је потребно напредним снимањем. Према томе може се закључити да значај правовремене дијагнозе овог криптичког шока доприноси значајном побољшању прогнозе шокног стања.

## Опште информације
Шок је патофизиолошки ентитет који се састоји хипоперфузије ткива, а честа је у  одељењима хитне службе(1). Традиционално у литератури се описују четири врсте шока:
- хиповолемијски шок,

- опструктивни шок,

- кардиогени шок,

- дистрибутивни шок ( са инциденцом од 66%, што са око 64% случајева одговара септичком шоку).

Шок се сматра  опасним по живот ако се  брзо не дијагностикује и брзо лечи (распони смртности је између 40-60% код хиповолемијског и  у 40% код  септичког шока). Када  постоји повезаност са дисфункцијом органа, смртност је знатно већа.
Значајан проценат пацијената који се јављају са шоком су повезани са артеријском хипотензијом. Међутим постоји и група пацијената са криптичним шоком, који се јављају са знацима хипоперфузије ткива и нормалним вредностима крвног притиска и повишењем нивоам лактата. За пацијенте са нормалним вредностима крвног притиска и повишеним лактатом утврђено је да имају 15% већу стопу морталитета.
Многи пацијенти који су примљени као хитни случајеви са хипоперфузијом могу бити погрешно дијагностиковани. Како пацијенти често захтевају да се код њих идентификују промене у нивоу крвног притиска са хемодинамским компромисом, увек треба због њиховог општег стања код ових пацијената.посумњати и на криптични шок.  

## Клиничка слика
У хиповолемији без формалног уласка у стање шока, тело је у стању да сузи периферне крвне судове судове, убрза откуцаје срца и појача контрактилност миокарда да би компензовао негативне утицаје у одређеном проценту смањење укупног ефективног волумена артеријске крви. Дакле, особа, посебно оне које нису старији и имају већу физичку резерву, можда неће бити симптоматична за такав губитак крви који представља одређену количину укупне запремине крви у телу и може чак да манифестује нормалан систолни притисак као и дијастолни притисак. Узето заједно, тахикардија, умерена промена укупног крвног притиска у било ком тренду—повишењу или смањењу—или хиперлактатемија која се не сматра умереном до тешком, су вероватно једини рани знаци криптичног шока.

## Дијагноза
Изазов за лекара хитне помоћи је да  рано идентификује пацијенте који имају знакове хипоперфузија ткива, без промена вредности крвног притиска. Медицинска историја усмерена на тражење претходника или покретача болести, клинички преглед и помоћне дијагностичке методе као што је ултразвук су од суштинског значаја у процени пацијента са шоком. Значај правовремене дијагнозе и избегавање хемодинамско погоршање где  јеевидентна промена нивоа крвног притиска значајно побољшава прогнозу. 
Криптични шок као  недавно описани клинички ентитет захтева рану идентификацију пацијената са шоком без значајан хемодинамски компромисом како би се правовремено  успоставило рано лечење и смањио  морбидитета и морталитета ових пацијента.